# Rhinolophus pusillus
Rhinolophus pusillus — вид рукокрилих родини Підковикові (Rhinolophidae).

## Поширення
Країни проживання: Камбоджа, Китай, Індія, Індонезія (Ява, Малі Зондські о-ви), Японія, Лаос, Малайзія (півострів Малайзія), М'янма, Непал, Тайвань, Таїланд, В'єтнам. Мешкає у первинних і вторинних вологих тропічних лісах, спочиває в печерах (до 1500 тварин в Китаї) і будинках (як правило, меншого розміру колонії).

## Загрози та охорона
Немає серйозних загроз для даного виду в цілому. Він був записаний в багатьох охоронних територіях.